# Microregione di Cornélio Procópio
Cornélio Procópio è una microregione del Paraná in Brasile, appartenente alla mesoregione di Norte Pioneiro Paranaense.

## Comuni
È suddivisa in 14 comuni:
- Abatiá
- Andirá
- Bandeirantes
- Congonhinhas
- Cornélio Procópio
- Itambaracá
- Leópolis
- Nova América da Colina
- Nova Fátima
- Ribeirão do Pinhal
- Santa Amélia
- Santa Mariana
- Santo Antônio do Paraíso
- Sertaneja